# Frieden, Liebe und Death Metal
Frieden, Liebe und Death Metal (Originaltitel: Un año, una noche, dt.: „Ein Jahr, eine Nacht“, internationaler Titel: One Year, One Night) ist ein spanisch-französischer Spielfilm von Isaki Lacuesta aus dem Jahr 2022. Im Mittelpunkt der Handlung steht ein junges Paar (dargestellt von Nahuel Pérez  Biscayart und Noémie Merlant), das in Paris den Terroranschlag auf das Bataclan-Theater im Jahr 2015 überlebt, aber mit den seelischen Folgen zu kämpfen hat. Als Drehbuchvorlage diente der autobiografische Bericht Paz, amor y Death metal des spanischen Überlebenden Ramón González.
Die Uraufführung des Films fand im Februar 2022 im Rahmen der 72. Internationalen Filmfestspiele Berlin statt.

## Handlung
Das junge Paar Ramón und Céline besucht am 13. November 2015 in Paris ein Rockkonzert im Bataclan-Theater. Als ein Terroranschlag auf die Veranstaltung verübt wird, gelingt es beiden die Garderobe der Musiker zu erreichen. Dort finden sie Zuflucht, bis sie befreit werden.
Zwar überleben Céline und Ramón den Anschlag, doch haben sie unter den seelischen Folgen zu leiden. Jeder von ihnen erlebte die Nacht anders und das Paar geht unterschiedlich mit dem Trauma um. Céline versucht die Geschehnisse zu vergessen und möchte an ihrem alten Leben festhalten. Ramón dagegen kehrt gedanklich immer wieder zum Moment des Anschlags zurück und stellt sich die Frage, wie er künftig damit umgehen soll.

## Veröffentlichung
Die Premiere von Frieden, Liebe und Death Metal fand am 14. Februar 2022 bei der Berlinale statt. Der reguläre deutsche Kinostart erfolgte am 15. Dezember 2022.

## Auszeichnungen
Mit Frieden, Liebe und Death Metal konkurrierte Isaki Lacuesta zum ersten Mal um den Goldenen Bären, den Hauptpreis der Berlinale. Der Film blieb unprämiert.